# Chlorethe
Chlorethe is een kevergeslacht uit de familie van de boktorren (Cerambycidae). De wetenschappelijke naam van het geslacht werd voor het eerst geldig gepubliceerd in 1867 door Bates.

## Soorten
Chlorethe omvat de volgende soorten:
- Chlorethe brachyptera Zajciw, 1963
- Chlorethe ingae Bates, 1867
- Chlorethe lalannecassoui Dalens, Tavakilian & Touroult, 2010
- Chlorethe scabrosa Zajciw, 1963